# Spoorlijn Baroncourt - Audun-le-Roman
De Spoorlijn Baroncourt - Audun-le-Roman is een Franse spoorlijn van Dommary-Baroncourt naar Audun-le-Roman. De lijn is 21,8 km lang en heeft als lijnnummer 218 000.

## Geschiedenis
De werd aangelegd door de Compagnie des chemins de fer de l'Est en geopend van Baroncourt tot Piennes op 25 januari 1907. Het trajectdeel tussen Piennes en Audun-le-Roman werd hetzelfde jaar op 1 december geopend. In 1939 werd het personenvervoer opgeheven en nadien werd de lijn alleen nog gebuikt voor goederenvervoer, waarna ook dit werd stilgelegd tussen 1984 en 1987.

## Aansluitingen
In de volgende plaatsen is of was er een aansluiting op de volgende spoorlijnen:
Baroncourt
RFN 095 000, spoorlijn tussen Longuyon en Pagny-sur-Moselle
RFN 213 000, spoorlijn tussen Marcq-Saint-Juvin en Baroncourt
RFN 216 300, raccordement direct van Baroncourt
RFN 217 950, fly-over van Baroncourt
Audun-le-Roman
RFN 204 000, spoorlijn tussen Mohon en Thionville
RFN 220 000, spoorlijn tussen Valleroy-Moineville en Villerupt-Micheville

## Elektrische tractie
Het traject werd in 1955 geëlektrificeerd met een spanning van 25.000 volt 50 Hz.